# Liste des aéroports au Soudan

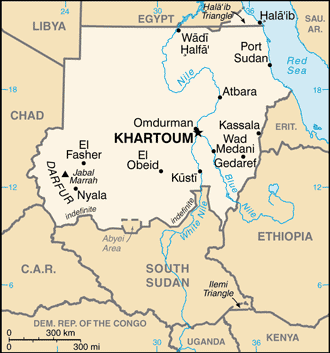
Carte du Soudan

Voici une liste des aéroports au Soudan, triés par emplacement.
Le Soudan, officiellement la République du Soudan, parfois appelé Soudan du Nord, est un État d'Afrique du Nord. Il est bordé par l'Égypte au nord, la mer Rouge au nord-est, l'Érythrée et l'Éthiopie à l'est, le Soudan du Sud au sud, la République centrafricaine au sud-ouest, le Tchad à l'ouest et la Libye au nord-ouest. Le Nil divise le pays en deux. La capitale est Khartoum. Le pays est divisé en 18 états.

## Aéroports
Les noms d'aéroport indiqués en gras indiquent que ceux-ci possèdent un service régulier assuré par des compagnies aériennes commerciales.
| Ville                 | État               | OACI | AITA | Nom                                 |
| --------------------- | ------------------ | ---- | ---- | ----------------------------------- |
| Aéroports publics     |                    |      |      |                                     |
| Atbara                | Nil                | HSAT | ATB  | Aéroport d'Atbara (en)              |
| Carthago (en)         | Mer Rouge          | HSCG |      | Aéroport de Carthago (en)           |
| Ad-Damazin            | Nil Bleu           | HSDZ | RSS  | Aéroport de Damazin (en)            |
| Dalang (en)           | Kordofan du Sud    | HSDL |      | Aéroport de Dilling (en)            |
| Dinder (en)           | Sannar             | HSGG | DNX  | Aéroport de Galegu (en)             |
| Dongola               | Nord               | HSDN | DOG  | Aéroport de Dongola (en)            |
| Ed Daein              | Darfour-Oriental   |      | ADV  | Aéroport d'Ed Daein (en)            |
| Ed Dueim              | Nil Blanc          |      |      | Aéroport d'Ed Dueim (en)            |
| Al Dabbah (en)        | Nord               | HSDB | EDB  | Aéroport d'Al Dabbah (en)           |
| El Fasher             | Darfour du Nord    | HSFS | ELF  | Aéroport d'El Fasher (en)           |
| El Obeid              | Kordofan du Nord   | HSOB | EBD  | Aéroport d'El Obeid (en)            |
| En Nahud              | Kordofan du Nord   | HSNH | NUD  | Aéroport d'En Nahud (en)            |
| Al-Qadarif            | Al Qadarif         | HSGF | GSU  | Aéroport d'Azaza (en)               |
| Al-Genaïna            | Darfour-Occidental | HSGN | EGN  | Aéroport de Geneina (en)            |
| Kadougli              | Kordofan du Sud    | HSLI | KDX  | Aéroport de Kadougli (en)           |
| Kassala               | Kassala            | HSKA | KSL  | Aéroport de Kassala (en)            |
| Khartoum              | Khartoum           | HSSS | KRT  | Aéroport international de Khartoum  |
| Khashm El Girba       | Kassala            | HSKG | GBU  | Aéroport de Khashm El Girba (en)    |
| Merowe (en)           | Nord               | HSMR | MWE  | Aéroport de Merowe (en)             |
| New Halfa Scheme (en) | Kassala            | HSNW | NHF  | Aéroport de New Halfa (en)          |
| Nyala                 | Darfour du Sud     | HSNN | UYL  | Aéroport de Nyala (en)              |
| Port-Soudan           | Mer Rouge          | HSPN | PZU  | Aéroport de Port-Soudan             |
| Sannar                | Nil Bleu           | HSNR |      | Aéroport de Sannar (en)             |
| Chendi                | Nil                | HSND |      | Aéroport de Shendi (en)             |
| Sifeiya / Rabak       | Nil Blanc          | HSKN |      | Aéroport de Kenana (en)             |
| Wad Madani            | Al-Jazirah         | HSWD | DNI  | Aéroport de Wad Medani (en) - Fermé |
| Wadi Halfa            | Nord               | HSSW | WHF  | Aéroport de Wadi Halfa (en)         |
| Zalingei (en)         | Darfour-Central    | HSZA |      | Aérodrome de Zalingei               |
| Aéroports militaires  |                    |      |      |                                     |
| Port-Soudan           | Mer Rouge          | HSSP |      | Aéroport militaire de Port Soudan   |
| Khartoum              | Khartoum           |      |      | Base aérienne de Wadi Sayyidna      |